# Мирослав Кралевич
Мирослав Кралевич (на хърватски: Miroslav Kraljević) (14 декември 1885 — 16 април 1913) е хърватски художник, график и скулптор.

## Биография
Кралевич получава гимназиално образование в Загреб и в родния си Госпич. В детството си и по-късно като юноша се увлича не само от живопис, но и от музика и от поезия. През 1904 г. заминава за Виена, където учи право и взима частни уроци по рисуване. През есента на 1906 г. постъпва в частната школа по рисуване на известния по това време австрийски график Мориц Хейман в Мюнхен. Шест месеца по-късно Кралевич се прехвърля в Мюнхенската Академия по изящни изкуства, която се слави като една от най-добрите за времето си в Европа. Тук той учи през 1907—1910 г. с прочулите се впоследствие хърватски художници Йосип Рачич, Оскар Герман и Владимир Бекич. Тези четирима хърватски творци, т.нар. Мюнхенски кръг, поставят началото на хърватския модернизъм като направление в изкуството.
След приключване на следването си Кралевич се завръща в Хърватия. Годините 1910 и 1911 г., които прекарва със семейството си в градчето Пожега, са едни от най-плодотворните в творчеството му. Създава пейзажи (сред които „Крави на паша“ (Krave na paši) и „Бик“ (Bik), и двата с маслени бои), портрети (един от тях е известният му „Автопортрет с куче“), плакати, скулптури, различни творби от бронз.
През 1911 г. заминава за Париж и постъпва в Академи дьо ла Гранд Шомиер, Художествената Академия в Монпарнас. Тук под влияние на Пол Сезан и Едуар Мане създава най-добрите си произведения, темите на които са парижкия бит и начин на живот.
В Париж Кралевич открива, че е болен от туберкулоза и се връща в Пожега. През есента на 1912 г. пристига в Загреб, където се организира първата му авторска изложба с ретроспективен характер. Наема ателие в Загреб като планира да остане да работи в него до края на 1913 г. Но болестта му се обостря и го принуждава да замине на лечение в санаториум за два месеца. Напускайки санаториума, той се връща в Загреб, но само след два дни умира.

## Творчество
Творбите на Мирослав Кралевич са в различни стилове – импресионизъм, експресионизъм, поантилизъм. Рисува пейзажи, натюрморти, портрети, анималистични платна, някои от работите му са гротески или с еротичен характер. Създава и голям брой скулптури.
През 1942 г. негови творби са показани на Венецианското биенале.